# Sürname de Mourad III
Le Sürname de Mourad III  ou Surname-i Hümayun (Livre de la fête de la circoncision impériale ou Livre des réjouissances) est un manuscrit illustré conservé au Palais de Topkapi à Istanbul. Il contient l'histoire des fêtes organisées à l'occasion de la circoncision du fils du sultan Mourad III. Illustré de 250 miniatures, c'est l'un des plus célèbres manuscrits ottomans.

## Origines du manuscrit
En 1582, le sultan Mourad III organise une fête durant 52 jours et 52 nuits pour célébrer la circoncision de son fils, le prince et futur sultan Mehmed III. Le livre décrit en détail l'ensemble des festivités organisées, les banquets offerts, la nourriture donnée au public, les parades des différentes corporations de métiers de la ville, les cérémonies de circoncisions offertes aux enfants pauvres de la ville avec des vêtements neufs, la charité pratiquée envers les mendiants, la libération des prisonniers pour dette par le paiement de leur dû. Le livre donne plusieurs informations sur la vie quotidienne à Constantinople à l'époque. 
Le livre a été écrit après la fin des festivités par le scribe Intizani. Dans un chapitre du livre, il est précisé que les miniatures sont l'œuvre de Nakkach Osman et de son atelier. Un autre document rédigé en 1588 par Sayyid Loqman, historiographe du sultan, signale qu'une augmentation de salaire a été accordée aux artistes chargés de l'exécution du manuscrit du Sürname et de l'Hünername. Une fois le manuscrit achevé, il reste conservé au sein de la bibliothèque du palais de Topkapi jusqu'à nos jours.

## Les miniatures
Le manuscrit contient 250 miniatures représentées sur des doubles pages. L'essentiel d'entre elles représente les cérémonies se déroulant à l'hippodrome de la ville. Le sultan s'y trouve dans sa loge installée au sein de l'ancien palais de Pargali Ibrahim Pacha, assistant aux défilés sur la piste de l'hippodrome, ainsi que les tribunes dans lesquelles sont installés les invités officiels.

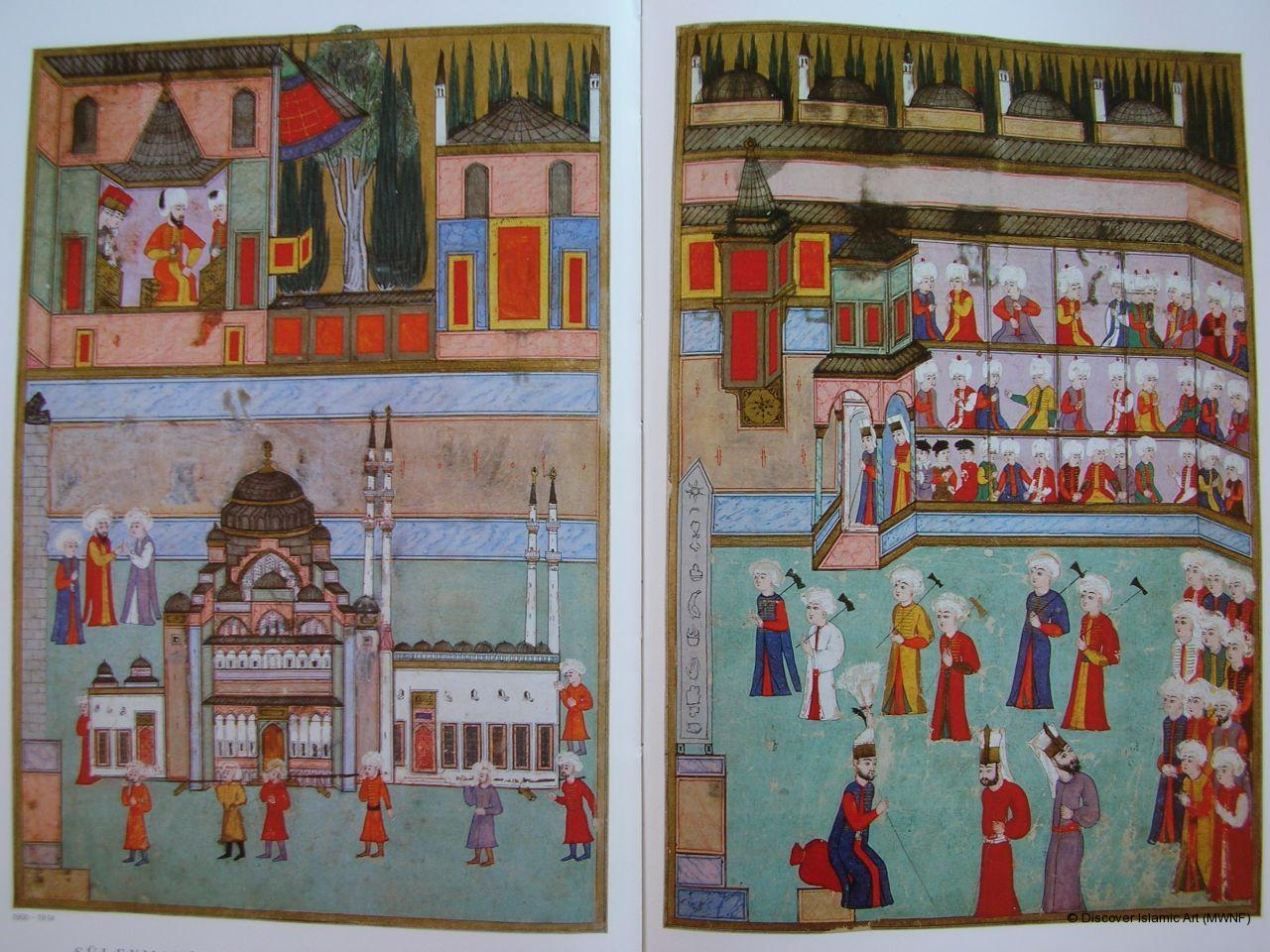
Parade des architectes avec un modèle réduit de la Mosquée Süleymaniye.
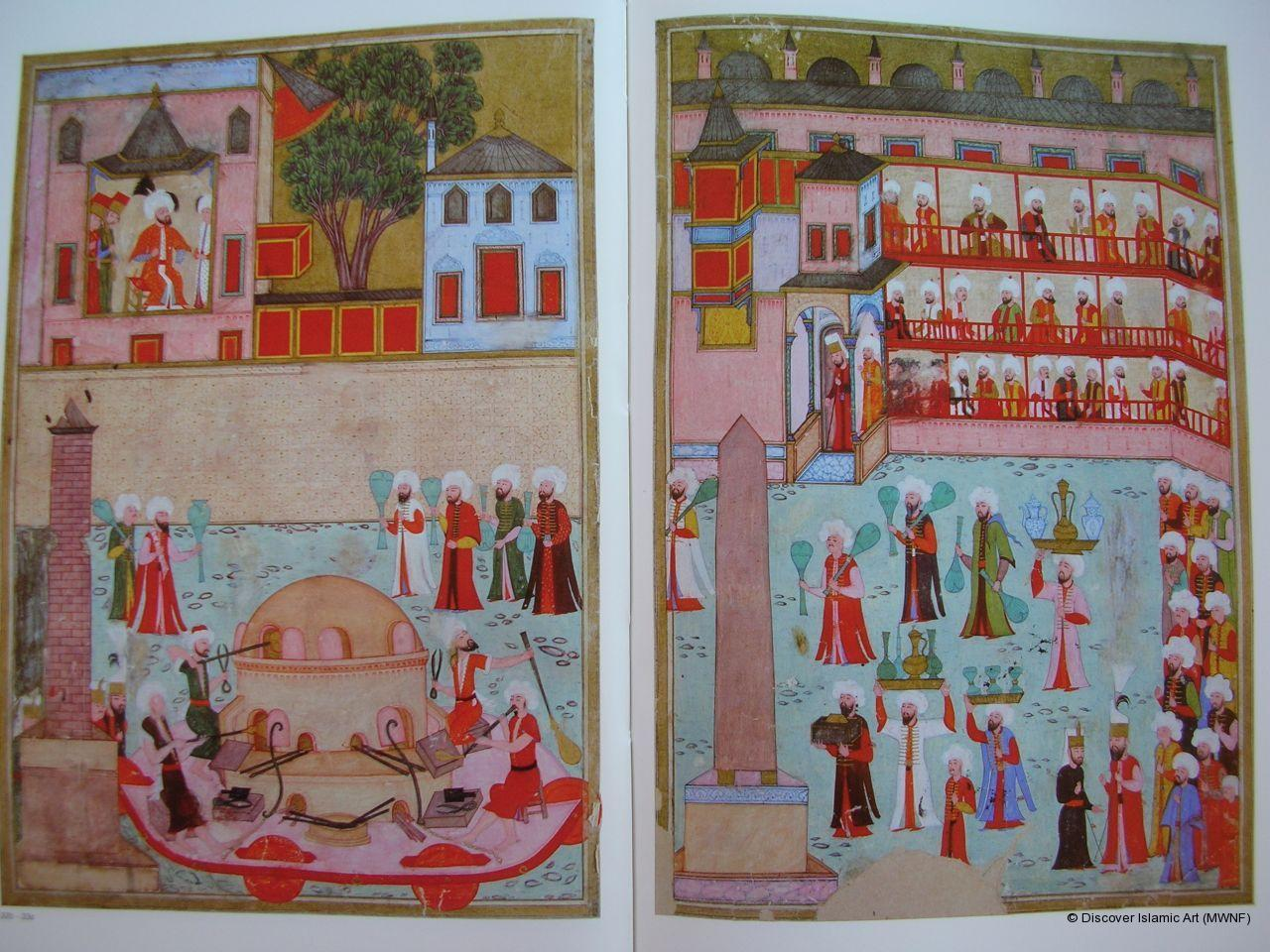
Parade des maîtres verriers avec un four de verrier.

Le sultan est presque toujours représenté dans la même position, assis sur son trône, seule la couleur de ses vêtements changent. Il ne change d'attitude qu'au moment de jeter de l'argent au public (f.46v-47r). Le public, toujours situé sur une page à part du sultan, est lui-même représenté dans un ordre respectant une hiérarchie : le public est au même niveau que la parade, les invités dans trois galerie avec les personnages chrétiens (qui ne portent pas de turbans) toujours au niveau le plus bas. Cette composition symbolise ainsi le sens de la hiérarchie et de l'ordre de l'empire ottoman à cette période.

## Postérité de l'ouvrage
L'ouvrage est cité à de multiples reprises dans le roman Mon nom est rouge de l'écrivain turc Orhan Pamuk. Appelé Livre des réjouissances, il est en effet en cours d'achèvement au moment où se déroule l'histoire du roman et ses miniatures sont régulièrement comparées avec celles exécutées pour le manuscrit au cœur de l'histoire du livre. 